# Аубарі
Аубарі (араб. أوباري) — столиця муніципалітету Ваді-ель-Хаят, Лівія. Населення — 24 918 осіб (на 2010 рік).

## Географія
Аубарі розташована біля оази Убарі.

### Клімат
Місто розташоване у зоні, котра характеризується кліматом тропічних пустель. Найтепліший місяць — червень із середньою температурою 32 °C (89.6 °F). Найхолодніший місяць — січень, із середньою температурою 11.9 °С (53.4 °F).
| Клімат Убарі            | Клімат Убарі | Клімат Убарі | Клімат Убарі | Клімат Убарі | Клімат Убарі | Клімат Убарі | Клімат Убарі | Клімат Убарі | Клімат Убарі | Клімат Убарі | Клімат Убарі | Клімат Убарі | Клімат Убарі |
| Показник                | Січ.         | Лют.         | Бер.         | Квіт.        | Трав.        | Черв.        | Лип.         | Серп.        | Вер.         | Жовт.        | Лист.        | Груд.        | Рік          |
| Середня температура, °C | 11,9         | 14,9         | 18,9         | 24,8         | 28,8         | 32           | 31,4         | 31,2         | 29,1         | 24,4         | 18,2         | 13           | 23,2         |
| Норма опадів, мм        | 0.6          | 0.5          | 1.1          | 0.3          | 0.6          | 0.6          | 0            | 0            | 0.5          | 1.6          | 0.5          | 0.8          | 7.1          |
| Днів з опадами          | 0,1          | 0,1          | 0,4          | 0,2          | 0,2          | 0,2          | 0,1          | 0            | 0,1          | 0,3          | 0,1          | 0,2          | 2            |
| Вологість повітря, %    | 46.3         | 42.4         | 40.4         | 39.7         | 40.4         | 41.4         | 43.4         | 47           | 46.1         | 44.1         | 43.6         | 47.2         | 43.5         |
| ----------------------- | ------------ | ------------ | ------------ | ------------ | ------------ | ------------ | ------------ | ------------ | ------------ | ------------ | ------------ | ------------ | ------------ |
| Джерело: Weatherbase    |              |              |              |              |              |              |              |              |              |              |              |              |              |